# 國際民航組織機場代碼 (F)
機場列表（按國際民航組織機場代碼排序）: A - B - C - D - E - F - G - H - I - J - K - L - M - N - O - P - Q - R - S - T - U - V - W - X - Y - Z
下列機場位於南部非洲。
以下的格式為：
- ICAO機場代碼–機場名稱–機場位置-備註

## FA：南非
也可到分類頁面及列表作參考

- FAAB-亞歷山大灣機場-亞歷山大灣
- FAAG-阿赫內斯機場-阿赫內斯
- FAAL-奧爾代斯機場-奧爾代斯
- FAAN-阿利瓦爾北機場-阿利瓦爾北
- FABB-柏萊克潘機場-柏萊克潘
- FABE-Bisho機場-Bisho
- FABL-布隆方丹機場/布隆方丹空軍基地-布隆方丹
- FABU-布特沃斯機場-布特沃斯
- FABM-伯利恆機場-伯利恆
- FABO-Bothaville機場-Bothaville
- FACD-克拉多克機場-克拉多克
- FACO-Alkantpan機場-Alkantpan
- FACT-開普敦國際機場-開普敦
- FACV-Calvinia機場-Calvinia
- FADK-Mtubatuba機場-Mtubatuba/Dukuduk
- FADN-德班國際機場/德班空軍基地-德班
- FAEL-東倫敦機場-東倫敦
- FAEM-Empangeni機場-Empangeni
- FAEO-埃爾默洛機場-埃爾默洛
- FAER-Ellisras (Mitimba)機場-Ellisras
- FAFB-菲克斯堡機場-菲克斯堡
- FAGG-喬治機場-喬治
- FAGI-Giyani Airport-Giyani
- FAGM-蘭德機場-約翰內斯堡
- FAGR-格拉夫赫拉夫機場-格拉夫赫拉夫
- FAGT-Grahamstown機場-Grahamstown
- FAGY-格雷敦機場-格雷敦
- FAHL-赫盧赫盧韋機場-赫盧赫盧韋
- FAHR-哈里史密斯機場-哈里史密斯
- FAHS-Hoedspruit空軍基地-Hoedspruit
- FAHV-Gariep Dam機場-Gariep Dam
- FAJB-中央機場-約翰內斯堡
- FAJS-奧利弗·坦博國際機場-約翰內斯堡
- FAKD-Klerksdorp機場-Klerksdorp
- FAKM-金伯利機場-金伯利
- FAKN-克魯格姆普馬蘭加國際機場-內爾斯普雷特/克魯格國家公園
- FAKP-Komatipoort機場-Komatipoort
- FAKR-克魯格斯多普機場-克魯格斯多普
- FAKU-約翰皮納爾機場-庫魯曼
- FAKZ-Kleinzee機場-Kleinzee
- FALA-Lanseria機場-約翰內斯堡
- FALC-Finsch Mine機場-石灰畝
- FALI-Lichtenburg機場-Lichtenburg
- FALK-Lusikisiki機場-Lusikisiki
- FALO-馬克哈多空軍基地-路易特里哈特
- FALW-Langebaanweg空軍基地-Langebaanweg/薩爾達尼亞灣
- FALY-萊迪史密斯機場-萊迪史密斯
- FAMB-米德爾堡機場-米德爾堡-又稱德蘭士瓦機場
- FAMD-馬拉馬拉機場-馬拉馬拉
- FAMG-馬蓋特機場-馬蓋特
- FAMI-Marble Hall機場-Marble Hall Airport
- FAMM-Mmabatho國際機場-Mmabatho/Mafikeng
- FAMN-Malelane機場-Malelane
- FAMO-莫塞爾貝機場-莫塞爾貝
- FAMS-墨西拿機場-梅西納
- FAMU-Mzuke機場-Mzuke
- FAMW-狂野海岸西機場-Mzamba-又稱Mzamba機場
- FAMD-馬拉馬拉機場-馬拉馬拉
- FANC-紐卡斯爾機場-紐卡斯爾
- FANG-恩加拉機場-恩加拉
- FANS-內爾斯普雷特機場-內爾斯普雷特
- FANY-Modimolle機場-Modimolle
- FAOB-Overberg空軍基地-Overberg
- FAOH-奧茨胡恩機場-奧茨胡恩
- FAPA-艾爾弗雷德港機場-艾爾弗雷德港
- FAPB-彼得斯堡空軍基地-波洛 (前是彼得斯堡)-已關閉
- FAPE-伊麗莎白港機場/伊麗莎白港空軍基地-伊麗莎白港
- FAPG-普勒滕貝格灣機場-普勒滕貝格灣
- FAPH-亨德里凡埃克機場-帕拉博魯瓦
- FAPI-彼得斯堡市機場-波洛(前稱彼得斯堡)
- FAPJ-聖約翰港機場-聖約翰港
- FAPK-Prieska機場-Prieska
- FAPM-彼得馬里茨堡機場-彼得馬里茨堡
- FAPN-蘭斯堡國際機場-蘭斯堡/大陽城
- FAPP-波洛國際機場-波洛(前稱彼得斯堡)-前稱彼得斯堡國際機場
- FAPS-波切夫斯特魯姆機場-波切夫斯特魯姆
- FAPY-帕瑞機場-帕瑞
- FAQT-皇后鎮機場-皇后鎮
- FARB-裡查茲貝機場-裡查茲貝
- FARG-勒斯滕堡機場-勒斯滕堡
- FARS-羅伯遜機場-羅伯遜
- FARI-Reivilo機場-Reivilo
- FASB-羚羊機場-羚羊
- FASC-塞康達機場-塞康達
- FASD-Vredenburg機場-薩爾達尼亞灣
- FASK-Zwartkop空軍基地-普利托里亞
- FASS-四神機場-四神
- FASX-Hendrik Swellengrebel機場-Swellendam
- FASZ-Skukuza機場-Skukuza
- FATH-P.R. Mphephu機場-托霍延杜
- FATN-塔巴恩丘機場-塔巴恩丘
- FATP-新坦培機場-新坦培
- FATZ-Tzaneen機場-Tzaneen
- FAUL-烏倫迪機場-烏倫迪
- FAUP-阿平頓機場-阿平頓
- FAUT-K. D. Matanzima機場-阿姆塔塔
- FAVB-弗雷堡機場-弗雷堡
- FAVG-弗吉尼亞機場-德班
- FAVR-Vredendal機場-Vredendal
- FAVY-Vryheid機場-Vryheid
- FAWB-Wonderboom機場-普利托里亞
- FAWK-Waterkloof空軍基地-普利托里亞
- FAWM-韋爾科姆機場-韋爾科姆
- FAYP-Ysterplaat空軍基地-開普敦

## FB：博茨瓦納
也可到分類頁面及列表作參考

- FBFT-弗朗西斯敦機場-弗朗西斯敦
- FBGM-古馬雷機場-古馬雷
- FBGZ-杭濟機場-杭濟
- FBJW-吉瓦寧機場-吉瓦寧
- FBKE-卡薩內機場-卡薩內
- FBKG-Kang機場-Kang
- FBKR-奎河機場-奎河
- FBKY-卡內機場-卡內
- FBLO-洛巴策機場-洛巴策
- FBMM-馬卡拉馬貝迪機場-馬卡拉馬貝迪
- FBMN-馬翁機場-馬翁
- FBNN-諾卡能機場-諾卡能
- FBNT-納塔機場-納塔
- FBOR-奧拉帕機場-奧拉帕
- FBPY-帕拉佩機場-帕拉佩
- FBRK-拉科普斯機場-拉科普斯
- FBSK-塞雷茨·卡馬爵士國際機場-嘉柏隆里
- FBSN-蘇阿潘機場-蘇阿潘
- FBSP-塞萊比—皮奎機場-塞萊比-皮奎
- FBSR-塞羅韋機場-塞羅韋
- FBSV-薩武蒂機場-薩武蒂
- FBSW-沙卡韋機場-沙卡韋
- FBTE-察內機場-察內
- FBTL-圖利別墅機場-圖利別墅
- FBTS-察邦機場-察邦
- FBXG-Xugana機場-Xugana

## FC：剛果共和國
也可到分類頁面及列表作參考

- FCBB-瑪雅瑪雅機場-布拉柴維爾
- FCBD-兼巴拉機場-兼巴拉
- FCBK-金丹巴機場-金丹巴
- FCBL-拉格機場-拉格
- FCBM-穆永濟機場-穆永濟
- FCBS-錫比提機場-錫比提
- FCBY-Yokangassi機場-恩卡伊
- FCBZ-扎納加機場-扎納加
- FCMM-莫森焦機場-莫森焦
- FCOB-本吉機場-本吉
- FCOE-埃沃機場-埃沃
- FCOG-甘博馬機場-甘博馬
- FCOI-因普豐多機場-因普豐多
- FCOK-凱萊機場-凱萊
- FCOM-馬誇機場-馬誇
- FCOO-奧旺多機場-奧旺多
- FCOS-蘇安凱機場-蘇安凱
- FCOT-貝圖機場-貝圖
- FCOU-韋索機場-韋索
- FCPA-馬卡巴納機場-馬卡巴納
- FCPL-盧博莫機場-盧博莫
- FCPP-黑角機場-黑角

## FD：斯威士蘭
也可到分類頁面及列表作參考

- FDGD---參見FDNH
- FDGL---參見FDLV
- FDHG-皮格斯皮克機場-Ngonini
- FDKB---參見FDKS
- FDKS-Kubuta機場-Kubuta
- FDLV-拉武米薩機場-拉武米薩
- FDMH-Mhlume機場-Mhlume
- FDMS-曼齊尼機場-曼齊尼
- FDNH-恩赫蘭加諾機場-恩赫蘭加諾
- FDNS-恩索科機場-恩索科
- FDSM-Simunye機場-Simunye
- FDST-Siteki機場-Siteki
- FDTM-Tambankula機場-Tambankula
- FDTS-Tshaneni機場-Tshaneni
- FDUB-烏邦博蘭切斯機場-大彎

## FE：中非共和國
也可到分類頁面及列表作參考

- FEFA-阿林道機場-阿林道
- FEFB-波斯特機場-敖包
- FEFC-卡諾機場-卡諾
- FEFE-莫巴伊—姆班加機場-莫巴伊
- FEFF-班吉－姆波科國際機場-班基
- FEFG-班加蘇機場-班加蘇
- FEFI-比勞機場-比勞
- FEFL-博森貝萊機場-博森貝萊
- FEFM-班巴里機場-班巴里
- FEFN-N'Délé機場-N'Délé
- FEFO-布阿爾機場-布阿爾
- FEFP-帕瓦機場-帕瓦
- FEFR-布里亞機場-布里亞
- FEFS-博桑戈阿機場-博桑戈阿
- FEFT-貝貝拉蒂機場-貝貝拉蒂
- FEFU-錫布機場-錫布
- FEFW-瓦達機場-瓦達
- FEFY-亞林加機場-亞林加
- FEFZ-澤米奧機場-澤米奧
- FEGC-博卡蘭加機場-博卡蘭加
- FEGE-M'Boki機場-敖包
- FEGF-巴坦加福機場-巴坦加福
- FEGL-戈爾迪勒機場-戈爾迪勒
- FEGM-巴庫馬機場-巴庫馬
- FEGO-萬達達賈萊機場-萬達達賈萊
- FEGR-拉法伊機場-拉法伊
- FEGU-布卡機場-布卡
- FEGZ-博祖姆機場-博祖姆

## FG：赤道畿內亞
也可到分類頁面及列表作參考

- FGBT-巴塔機場-巴塔
- FGSL-馬拉博機場-馬拉博

## FH：阿森松島
也可到分類頁面及列表作參考

- FHAW-懷德瓦克機場-喬治敦

## FI：毛里求斯
也可到分類頁面及列表作參考

- FIMP-西沃薩古爾·拉姆古蘭爵士國際機場-Plaine Magnien
- FIMR-加埃唐杜瓦爾爵士機場-羅德里格島

## FJ：英屬印度洋領地
也可到分類頁面及列表作參考

- FJDG-迪戈加西亞跟踪站-迪戈加西亞

## FK：喀麥隆
也可到分類頁面及列表作參考

- FKKB-克里比機場-克里比
- FKKC-蒂科機場-蒂科
- FKKD-杜阿拉國際機場-杜阿拉
- FKKF-馬姆費機場-馬姆費
- FKKG-巴厘機場-巴厘
- FKKH-卡埃萊機場-卡埃萊
- FKKI-巴圖裡機場-巴圖裡
- FKKJ-亞瓜機場-亞瓜
- FKKL-薩拉克機場-馬魯阿
- FKKM-Nkounja機場-豐班
- FKKN-恩岡代雷機場-恩岡代雷
- FKKO-貝爾圖阿機場-貝爾圖阿
- FKKR-加魯阿國際機場-加魯阿
- FKKS-姜村機場-姜村
- FKKU-巴富薩姆機場-巴富薩姆
- FKKV-巴門達機場-巴門達
- FKKW-埃博洛瓦機場-埃博洛瓦
- FKKY-雅溫得機場-雅溫得
- FKYS-雅溫得國際機場-雅溫得

## FL：贊比亞
也可到分類頁面及列表作參考

- FLBA-姆巴拉機場-姆巴拉
- FLCP-奇帕塔機場-奇帕塔
- FLKE-卡松佩機場-卡松佩
- FLKL-卡拉波機場-卡拉波
- FLKO-卡奧馬機場-卡奧馬
- FLKS-卡薩馬機場-卡薩馬
- FLKW-米利肯機場-卡布韋
- FLLI-利文斯機場-利文斯
- FLLK-盧庫盧機場-盧庫盧
- FLLS-盧薩卡國際機場-盧薩卡
- FLMA-曼沙機場-曼沙
- FLMF-Mfuwe機場-Mfuwe
- FLMG-芒古機場-芒古
- FLND-恩多拉機場-恩多拉
- FLSN-塞南加機場-塞南加
- FLSO-基特韋機場-基特韋
- FLSS-索爾威吉機場-索爾威吉
- FLZB-尚比西河機場-尚比西河

## FM：科摩羅、馬約特、留尼旺及馬達加斯加

### 科摩羅
也可到分類頁面及列表作參考

- FMCH-賽義德·易卜拉欣王子國際機場-莫羅尼
- FMCI-莫埃利島機場-莫埃利島
- FMCN-Iconi機場-莫羅尼
- FMCV-昂儒昂機場-昂儒昂島

### 馬約特
也可到分類頁面及列表作參考

- FMCZ-藻德濟國際機場-藻德濟

### 留尼旺
也可到分類頁面及列表作參考

- FMEE-羅蘭加洛斯機場-聖但尼
- FMEP-皮埃爾豐機場-聖皮埃爾

### 馬達加斯加
也可到分類頁面及列表作參考

- FMMC-馬拉因班迪機場-馬拉因班迪
- FMME-安齊拉貝機場-安齊拉貝
- FMMG-安察盧瓦機場-安察盧瓦
- FMMI-伊瓦圖國際機場-塔那那利佛
- FMMK-安卡萬德拉機場-安卡萬德拉
- FMML-Belon'i Tsiribihina機場-Belon'i Tsiribihina
- FMMN-米安德里瓦祖機場-米安德里瓦祖
- FMMO-邁因蒂拉努機場-邁因蒂拉努
- FMMQ-Ilaka-Est機場-Ilaka-Est
- FMMR-穆拉費努貝機場-穆拉費努貝
- FMMS-聖瑪麗機場-聖瑪麗
- FMMT-圖阿馬西納機場-圖阿馬西納
- FMMU-坦布胡拉努機場-坦布胡拉努
- FMMV-摩倫達瓦機場-摩倫達瓦
- FMMX-齊魯阿努曼迪迪機場-齊魯阿努曼迪迪
- FMMY-瓦圖曼德里機場-瓦圖曼德里
- FMMZ-安巴通德拉扎卡機場-安巴通德拉扎卡
- FMNA-安齊拉納納機場-安齊拉納納
- FMNC-北馬納納拉機場-北馬納納拉
- FMND-安達帕機場-安達帕
- FMNF-貝凡德里亞納諾爾機場-貝凡德里亞納諾爾
- FMNG-貝格港機場-貝格港
- FMNH-安塔拉哈機場-安塔拉哈
- FMNJ-安班加機場-安班加
- FMNL-阿納拉拉瓦機場-阿納拉拉瓦
- FMNM-Amborovy機場-馬任加
- FMNN-Fascene機場-諾西貝
- FMNO-蘇阿拉拉機場-蘇阿拉拉
- FMNQ-貝薩蘭皮機場-貝薩蘭皮
- FMNR-馬魯安採特拉機場-馬魯安採特拉
- FMNS-桑巴瓦南基機場-桑巴瓦南基
- FMNT-察拉塔納納機場-察拉塔納納
- FMNV-武海馬爾機場-武海馬爾
- FMNW-安巴拉貝機場-安楚希希
- FMSB-Antsoa機場-貝魯魯哈
- FMSC-曼達貝機場-曼達貝
- FMSD-Tôlanaro機場-Tôlanaro
- FMSF-菲亞納蘭楚阿機場-菲亞納蘭楚阿
- FMSI-伊胡西機場-伊胡西
- FMSJ-曼扎機場-曼扎
- FMSK-馬納卡拉機場-馬納卡拉
- FMSL-貝基利機場-貝基利
- FMSM-馬南扎裡機場-馬南扎裡
- FMSN-塔南達瓦－薩曼古基機場-塔南達瓦－薩曼古基
- FMSR-穆龍貝機場-穆龍貝
- FMST-圖利亞拉機場-圖利亞拉
- FMSV-貝蒂烏基機場-貝蒂烏基
- FMSY-安帕尼希機場-安帕尼希
- FMSZ-安卡祖阿布機場-安卡祖阿布

## FN：安哥拉
也可到分類頁面及列表作參考

- FNAM-安布里什機場-安布里什
- FNBC-姆班扎剛果機場-姆班扎剛果
- FNBG-本吉拉機場-本吉拉
- FNCA-卡賓達機場-卡賓達
- FNCF-卡豐戈機場-卡豐戈
- FNCH-Chitato機場-Chitato
- FNCT-卡通貝拉機場-卡通貝拉
- FNCV-奎托誇納瓦萊機場-奎托誇納瓦萊
- FNCZ-卡宗博機場-卡宗博
- FNDU-Dundo機場-Dundo
- FNGI-Ondjiva Pereira機場-Ondjiva
- FNHU-新里斯本機場-萬博
- FNKU-奎托機場-奎托
- FNLK-盧卡帕機場-盧卡帕
- FNLU-誇德費韋雷羅機場-羅安達
- FNMA-馬蘭熱機場-馬蘭熱
- FNME-梅農蓋機場-梅農蓋
- FNMO-納米貝機場-納米貝
- FNNG-內加吉機場-內加吉
- FNPA-安博因港機場-安博因港
- FNSA-紹里木機場-紹里木
- FNSO-索約機場-索約
- FNUA-盧機場-盧
- FNUB-盧班戈機場-盧班戈
- FNUE-盧埃納機場-盧埃納
- FNUG-威熱機場-威熱
- FNWK-挖苦－孔戈機場-挖苦－孔戈
- FNXA-珊貢戈機場-珊貢戈
- FNZE-N'zeto機場-N'zeto

## FO：加蓬
也可到分類頁面及列表作參考

- FOGA-阿基埃尼機場-阿基埃尼
- FOGB-博韋機場-博韋
- FOGE-恩代恩代機場-恩代恩代
- FOGF-富加穆機場-富加穆
- FOGG-姆比古機場-姆比古
- FOGI-莫阿比機場-莫阿比
- FOGK-Mabimbi機場-庫拉穆圖
- FOGM-穆伊拉機場-穆伊拉
- FOGO-奧耶姆機場-奧耶姆
- FOGQ-奧孔賈機場-奧孔賈
- FOGR-蘭巴雷內機場-蘭巴雷內
- FOOB-比塔姆機場-比塔姆
- FOOD-莫安達機場-莫安達
- FOOE-梅坎博機場-梅坎博
- FOOG-讓蒂爾港機場-讓蒂爾港
- FOOH-Hospital機場-翁布埃
- FOOI-Tchongorove機場-伊蓋拉
- FOOK-馬科庫機場-馬科庫
- FOOL-利伯維爾國際機場-利伯維爾
- FOOM-米齊克機場-米齊克
- FOON-M'Vengue機場-弗朗斯維爾
- FOOR-Lastourville機場-Lastourville
- FOOS-塞泰卡馬機場-塞泰卡馬
- FOOT-奇班加機場-奇班加
- FOOY-馬永巴機場-馬永巴

## FP：-聖多美和普林西比
也可到分類頁面及列表作參考

- FPPA-阿雷格里港機場-聖多美
- FPPR-普林西比機場-普林西比
- FPST-聖多美國際機場-聖多美

## FQ：莫桑比克
也可到分類頁面及列表作參考

- FQAG-安戈謝機場-安戈謝
- FQBR-貝拉機場-貝拉
- FQCB-誇姆巴機場-誇姆巴
- FQCH-希莫尤機場-希莫尤
- FQIN-伊尼揚巴內機場-伊尼揚巴內
- FQLC-利欣加機場-利欣加
- FQLU-隆博機場-隆博
- FQMA-馬普托國際機場-馬普托
- FQMD-穆埃達機場-穆埃達
- FQMP-莫辛布瓦達普拉亞機場-莫辛布瓦達普拉亞
- FQNC-納卡拉機場-納卡拉
- FQNP-楠普拉機場-楠普拉
- FQPB-彭巴機場-彭巴
- FQQL-克利馬內機場-克利馬內
- FQTT-Chingozi機場-太特
- FQVL-Vilankulo機場-Vilankulo

## FS：塞舌爾
也可到分類頁面及列表作參考

- FSAL-阿方機場-阿方環礁
- FSAS-Assumption島機場-Assumption島
- FSDA-達羅機場-達羅島
- FSDR-Desroches機場-Desroches島
- FSFA-法誇爾機場-法誇爾郡島
- FSIA-塞西耳國際機場-馬埃島
- FSMA-瑪麗露易絲機場-瑪麗露易絲島
- FSPL-普拉特機場-普拉特島
- FSPP-普拉蘭島機場-普拉蘭島
- FSSA-阿斯托夫島機場-阿斯托夫島
- FSSB-伯德島機場-伯德島
- FSSC-奎蒂維機場-奎蒂維群島
- FSSD-丹尼斯島機場-丹尼斯島
- FSSF-軍艦鳥島機場-軍艦鳥島
- FSSR-雷米爾機場-雷米爾島

## FT：乍得
也可到分類頁面及列表作參考

- FTTA-薩爾機場-薩爾
- FTTB-邦戈爾機場-邦戈爾
- FTTC-阿貝歇機場-阿貝歇
- FTTD-蒙杜機場-蒙杜
- FTTE-比爾廷機場-比爾廷
- FTTF-法達機場-法達
- FTTG-戈茲貝達機場-戈茲貝達
- FTTH-賴機場-賴
- FTTI-阿提機場-阿提
- FTTJ-恩賈梅納國際機場-恩賈梅納
- FTTK-博科羅機場-博科羅
- FTTL-保機場-保
- FTTM-蒙戈機場-蒙戈
- FTTN-安提曼機場-安提曼
- FTTP-帕拉機場-帕拉
- FTTR-茲瓦爾機場-茲瓦爾
- FTTS-布索機場-布索
- FTTU-毛機場-毛
- FTTY-法亞-拉若機場-法亞-拉若
- FTTZ-Zougra機場-巴爾達伊

## FV：津巴布韋
也可到分類頁面及列表作參考

- FVBU-恩科莫‧約書亞國際機場-布拉瓦約
- FVCH-Chipinge機場-Chipinge
- FVCP-查爾斯王子機場-哈拉雷
- FVCZ-布法羅蘭奇-奇雷濟
- FVFA-維多利亞瀑布機場-維多利亞瀑布
- FVGR-大礁機場-穆塔雷
- FVHA-哈拉雷國際機場-哈拉雷
- FVKB-卡里巴機場-卡里巴
- FVMV-馬斯溫戈機場-馬斯溫戈
- FVTL-桑希爾機場-圭洛
- FVWN-萬蓋國家公園機場-萬蓋(萬蓋國家公園)
- FVWT-萬蓋鎮機場-萬蓋鎮

## FW：馬拉威
也可到分類頁面及列表作參考

- FWCD-Chelinda機場-Chelinda
- FWCL-奇萊卡國際機場-布蘭太爾
- FWCM-Club Makokola機場-Club Makokola
- FWCS-恩奇斯機場-恩奇斯
- FWCT-奇蒂帕機場-奇蒂帕
- FWDW-Dwanga機場-Dwanga
- FWKA-卡隆加機場-卡隆加
- FWKB-卡通比機場-卡通比
- FWKG-卡松古機場-卡松古
- FWKI-里朗威國際機場-里朗威
- FWLK-利科馬機場-利科馬
- FWLP-利富帕機場-卡松古
- FWMC-姆欽吉機場-姆欽吉
- FWMG-曼戈切機場-曼戈切
- FWMY-猴子灣機場-猴子灣
- FWSJ-恩桑傑機場-恩桑傑
- FWSM-薩利馬機場-薩利馬
- FWSU-Sucoma機場-Nchalo
- FWUU-姆祖祖機場-姆祖祖
- FWZA-松巴機場-松巴

## FX：萊索托
- FXLK-Lebakeng機場-Lebakeng
- FXLR-萊里貝機場-萊里貝
- FXLS-萊索奔機場-萊索奔
- FXMA-Matsaile機場-Matsaile
- FXMF-馬費滕機場-馬費滕
- FXMK-莫霍特隆機場-莫霍特隆
- FXMM-莫舒舒一世國際機場-馬塞盧
- FXMU-Mejametalana機場-馬塞盧
- FXNK-Nkaus機場-Nkaus
- FXPG-Pelaneng機場-Pelaneng
- FXQG-古廷機場-古廷
- FXQN-加查斯內克機場-加查斯內克
- FXSK-Sekake機場-Sekake
- FXSM-Semongkong機場-Semongkong
- FXTA-塔巴採卡機場-塔巴採卡
- FXTK-Tlokoeng機場-Tlokoeng